# 聖盧西亞亞馬遜鸚鵡
聖盧西亞亞馬遜鸚鵡（Amazona versicolor），又名聖盧西亞亞馬遜鸚哥或聖露西亞鸚鵡，是聖盧西亞特有的一種鸚鵡，也是當地的國鳥。其种加词“versicolor”意为“颜色多样的”。
聖盧西亞亞馬遜鸚鵡棲息在亞熱帶或熱帶的潮濕山區森林。牠們受到失去棲息地的威脅，其數量由1950年代的1000隻急速下降至1970年代的150隻。自此國家就有保育計劃來保護牠們，至1990年，牠們的數量已回升至350隻。

## 外部連結
- BirLife Species Factsheet （页面存档备份，存于）